# ゴゴラク!
ゴゴラク!（ごごらく）は、新潟放送で平日昼に放送されていたラジオ番組。

## 番組概要
- 「ニュース、天気予報を定期的にOA！さまざまなジャンルのニュースを紹介するので、車の中でラジオをチェック」することによって働く人を応援することがコンセプト。
- 2008年3月31日より、「石塚かおりの午後の楽園」の後継番組としてスタート。
- 70年代、80年代の「みんなが知っている懐かしい曲」をセレクト。
- 番組内コーナーは基本的には「石塚かおりのゆうわく伝説」と「石塚かおりの午後の楽園」を踏襲。

- 春の改編により2012年3月30日で以て終了、16時から放送しているNew・sな時間と統合し「ゆうWAVE」と改められることになった。

## 放送時間
- 月曜日 - 金曜日 13:00 - 15:30（以降、時間表記はすべてJST）

## レギュラー出演者
パーソナリティ
- 石塚かおり
- 和田朋子→2012年4月5日から近藤丈靖の独占!ごきげんアワーの木曜担当として復活となった。

### 過去のレギュラー出演者
- 渡辺裕子（新潟放送アナウンサー、2008年4月 - 2009年3月、金曜日パーソナリティ）
- 高橋なんぐ（お笑い芸人・ヤングキャベツ）

## 主なタイムテーブル
13時台
- 13:00 　オープニング
- 13:15 　朱鷺ときどき楽園の佐渡
- 13:20 　ゴゴラクニュース
- 13:23 　日本列島ほっと通信
- 13:35 　
  - そこはプロに聞いてみよう（月曜日～木曜日）
- 13:43 　
  - 記者…クラブかおり（火曜日）
- 13:55 　新潟日報ニュース

14時台
- 14:00 　ゴゴラクニュース
- 14:05 　
  - ミュージックバーかおり（火曜日）
  - パソコン出張お助け隊（水曜日）
  - TOKIWAブライダル（木曜日）
- 14:20 　ミュージックスクランブル
- 14:35 　童謡コーナー
- 14:40 　
  - イベント情報（金曜日）
- 14:47 　
  - 楽園生活（月曜日）
  - にいがた・くらべたガール（火曜日）
  - ガーデニング（水曜日）
  - ゴゴラク商品開発部（木曜日）
- 14:54 　新潟日報ニュース

15時台
- 15:00 　ゴゴラクニュース解説
- 15:07
  - スナッピー中継（火～金曜日）
  - お寺に行こう（木曜日）
- 15:27 　エンディング